# Gregor Sakow
Gregor Sakow (* 1950) ist ein deutscher Autor.
Gregor Sakow, 1950 im Ruhrgebiet geboren, in Hamburg lebend, schreibt seit 1996 Gedichte, Geschichten und Romane, in denen die Hauptfiguren zum Teil ein BDSM-gefärbtes Liebesleben pflegen.
Die erotischen Momente sind meist eingewoben in die Genres Kriminalliteratur oder Science-Fiction. Darüber hinaus verfasst er Sachbücher, in denen er sich mit den Ausprägungen des Sadomasochismus auseinandersetzt.
Außerhalb dieser szenetypischen Literatur schreibt Sakow Regiokrimis, die im Ruhrgebiet angesiedelt sind, sowie Kurzgeschichten und Romane, die im Spannungsfeld von Thriller, Mystery und Science-Fiction spielen.

## Der Frost-Zyklus
Sein bisher wichtigster literarischer Protagonist ist die Figur des „Scheiß Bullen“ Robert Frost. Frost betrat 1998 in der Kurzgeschichte Scheiß Bulle in dem Buch Hinter den Spiegeln. Geschichten von der anderen Seite der Liebe die literarische Bühne. Der fünfteilige Romanzyklus schildert Frosts Leben in der Zeit von 1997 bis 2007.
Die Frost-Kurzgeschichten erzählen von seinen Jugendsünden bei der Essener Kripo aus den Jahren 1978 und 1979. Die als Crossover geschriebenen Romane und Geschichten verbinden die sadomasochistisch angelegte Persönlichkeit von Robert Frost mit den Elementen der Kriminal- und Thrillerliteratur. Frosts Rolle als Außenseiter im Kampf gegen die Herrschenden verleiht den Texten zudem ein subtiles Maß an Gesellschaftskritik, zumal das Gute selten siegt und meist als Opfer von Verschwörungen auf der Strecke bleibt.

## Die Unrat-Romane
Auch mit seinem zweiten großen Protagonisten, Axel Unrat, bleibt Sakow seiner Heimat, dem Ruhrgebiet, treu. Allerdings verzichtet er darauf, Unrat mit einem SM-orientierten Liebesleben auszustatten. Was der Figur keineswegs schadet, denn auch so ist Unrat alles andere als normal. In Hamburg scheitert er als Kriminalbeamter an seinen Maßstäben für Gerechtigkeit. Er quittiert den Dienst und kehrt zurück nach Essen, in seine Geburtsstadt, wo er als Privatdetektiv arbeitet. Die Handlungen der Romane umfassen jeweils nur wenige Tage und der Text ist quasi wie ein sehr detailliertes Tagebuch aus der Sicht von Unrat geschrieben. Die ersten beiden Romane Unrat und der vierte Engel und Unrat und der goldene Lorbeerbaum spielen im Jahre 2004. Anschließend vergehen mehr als sechs Jahre, bis Unrat erneut die Bühne betritt. Allerdings wird es sein Requiem. Doch Unrats Vermächtnis ist bei demjenigen, der An seiner Statt das zu Ende bringt, was er begonnen hat, in guten Händen.

## Der Rubin-Zyklus
Bei Sakow weiß man nie, ob etwas zufällig geschieht oder von langer Hand geplant ist. Auf jeden Fall schaut es so aus, als wäre der letzte Unrat-Roman das Bindeglied und Vorspiel zum neuen Rubin-Zyklus. Dass Sakow seiner Vorliebe für Crossover treu geblieben ist, verwundert nicht; zumal die neue Richtung – Mystery – Thriller – Science-Fiction – schon in Leise winselt’s im Schnee durchschimmerte. Neu jedoch ist die Abkehr von seiner bisher gewohnten architektonischen Schreibtechnik hin zu einer Vorgehensweise, die er selbst archäologisch nennt: Das Ausgraben und Freilegen von Mosaiksteinen und Tonscherben auf unterschiedlichen Ebenen sowie Strängen der Handlung, die anschließend zu einem Gesamtkunstwerk zusammengefügt werden. Allerdings gibt Sakow zu, er sei sich des Risikos bewusst, das er damit in Kauf nehme, gleichwohl lade er den Leser ein, ihn auf dieser Entdeckungsreise zu begleiten, die weit über die Erde und die Menschheit hinausgehen werde.
Als Hintergrundgeschichte entwirft Sakow ein Jenseits, in das unsere Astralkörper nach dem Tod übersiedeln und aus dem einige später als Engel auf die Erde zurückkehren. Einblicke in dieses Jenseits erhält der Leser durch einen Engel, der als Icherzähler in Erscheinung tritt und Kontakt aufnimmt zu Akteuren der Handlung, um lenkend in das Geschehen einzugreifen.
Im Vordergrund agiert der Zirkel, ein Verbrechersyndikat, das unter anderem mit Organen von Babys handelt und hochrangige Politiker kauft, um diese für seine Interessen einzuspannen.
Der titelgebende Protagonist des Zyklus – Rubin Gromeko – ist der Mann, in dessen Armen Unrat starb. Rubin soll im Auftrage jenes Engels eine kleine, schlagkräftige Einheit von Leuten aufbauen, die übersinnlich begabt sind. Denn es stehen harte Zeiten bevor; zumal es nicht nur Engel gibt, die den Menschen wohlgesinnt sind, sondern auch Mächte der Finsternis, die uralte Rechnungen zu begleichen haben.

## Veröffentlichte Werke

### Romane
1. Die Loge, Charon-Verlag, 1999, ISBN 3-931406-15-6 (Frost-Roman 1)
2. Stahlruten, Charon-Verlag, 2002, ISBN 3-931406-23-7 (Frost-Roman 2)
3. Das Walhall-Projekt, Charon-Verlag, 2004, ISBN 3-931406-41-5 (Frost-Roman 3)
4. Die Zwerge von Arnheim, Charon-Verlag, 2005, ISBN 3-931406-45-8 (Frost-Roman 4)
5. Götzendämmerung, Charon-Verlag, 2007, ISBN 978-3-931406-58-5 (Frost-Roman 5)
6. Unrat und der vierte Engel, vomSchloß~Verlag, 2013, ISBN 978-3-944184-02-9 (Unrat-Roman 1)
7. Unrat und der goldene Lorbeerbaum, vomSchloß~Verlag, 2013, ISBN 978-3-944184-03-6 (Unrat-Roman 2)
8. An seiner Statt, vomSchloß~Verlag, 2013, ISBN 978-3-944184-10-4 (Unrat-Roman 3)
9. Rubin und der Bund der Regulatoren, vomSchloß~Verlag, 2014, ISBN 978-3-944184-23-4 (Rubin-Roman 1)
10. Rubin und die Tränen der Nachtigall, vomSchloß~Verlag, 2014, ISBN 978-3-944184-25-8 (Rubin-Roman 2)

### Sachbücher
1. Wie Mann seine Sklavin findet. Und behält., Charon-Verlag, 5. überarb. Aufl. 2013 (2006), ISBN 3-931406-54-7
2. !Geh Deinen Weg!, vomSchloß~Verlag, 2013, ISBN 978-3-944184-04-3

### Lyrik
- Quickies, vomSchloß~Verlag, 2013, ISBN 978-3-944184-05-0

### Kurzgeschichten-Sammelbände
1. Hinter den Spiegeln. Geschichten von der anderen Seite der Liebe , Charon-Verlag, 1998, ISBN 3-931406-10-5 (Sammlung von SM-Kurzgeschichten)
2. Die Skorpione der Jungfrau, Charon-Verlag, 2001, ISBN 3-931406-20-2 (Sammlung erotischer Science-Fiction-Geschichten)
3. Böse Nacht, vomSchloß~Verlag, 2013, ISBN 978-3-944184-06-7 (Erotische Betthupferl)
4. Tanz der Verlorenen, vomSchloß~Verlag, 2013, ISBN 978-3-944184-01-2 (Geschichten geschrieben im Zwielicht des Lebens)
5. Das Labor des Kastellans, vomSchloß~Verlag, 2013, ISBN 978-3-944184-07-4 (Eine interaktive SM-Erzählung)
6. Bullenliebe, vomSchloß~Verlag, 2013, ISBN 978-3-944184-08-1 (Frost-Geschichten)
7. Schenkelglut, vomSchloß~Verlag, 2013, ISBN 978-3-944184-09-8 (Texte aus dem Käfig der Obsessionen)
8. Leise winselt‘s im Schnee, vomSchloß~Verlag, 2013, ISBN 978-3-944184-11-1 (Mehr als nur ein erotischer Adventskalender)

### Beiträge in Readern und Sachbüchern
1. Über dem Wasser in: Zimtfeuer – ein SM-Lesebuch, Dienstwerk-Verlag, 2009, ISBN 978-3-9812638-1-7
2. Schmerzmeditation in: Grimme, A. und M. (Hrsg.): SM-Handbuch Spezial 2 Das Session Kochbuch, Charon-Verlag, 2009, ISBN 978-3-931406-46-2
3. Outdoor-Session in: Grimme, A. und M. (Hrsg.): SM-Handbuch Spezial 2 Das Session Kochbuch, Charon-Verlag, 2009, ISBN 978-3-931406-46-2
4. Das Switch-Spiel in: Grimme, A. und M. (Hrsg.): SM-Handbuch Spezial 2 Das Session Kochbuch, Charon-Verlag, 2009, ISBN 978-3-931406-46-2

### In Böse Geschichten und schmutzige Fotos
1. Suche, Böse Geschichten und schmutzige Fotos, Band 6, Charon-Verlag, 1999, ISBN 3-931406-13-X
2. Private Lesson, Böse Geschichten und schmutzige Fotos, Band 7, Charon-Verlag, 1999, ISBN 3-931406-19-9
3. Baumarkt, Böse Geschichten und schmutzige Fotos, Band 12, Charon-Verlag, 2003, ISBN 3-931406-36-9
4. Lügen, Puppen und ein Arm, Böse Geschichten und schmutzige Fotos, Band 14, Charon-Verlag, 2004, ISBN 3-931406-42-3 (Frost-Kurzgeschichte 1)
5. Der Fall Vera K., Böse Geschichten und schmutzige Fotos, Band 15, Charon-Verlag, 2004, ISBN 3-931406-22-9
6. Fickende Zeitbombe – Teil 1, Böse Geschichten und schmutzige Fotos, Band 16, Charon-Verlag, 2005, ISBN 3-931406-31-8 (Frost-Kurzgeschichte 2)
7. Fickende Zeitbombe – Teil 2, Böse Geschichten und schmutzige Fotos, Band 17, Charon-Verlag, 2005, ISBN 3-931406-47-4 (Frost-Kurzgeschichte 2)
8. Die Tränen des Voyeurs – Teil 1, Böse Geschichten und schmutzige Fotos, Band 18, Charon-Verlag, 2006, ISBN 3-931406-55-5 (Frost-Kurzgeschichte 3)
9. Die Tränen des Voyeurs – Teil 2, Böse Geschichten und schmutzige Fotos, Band 19, Charon-Verlag, 2006, ISBN 3-931406-56-3 (Frost-Kurzgeschichte 3)
10. Bankgeheimnis – Teil 1, Böse Geschichten und schmutzige Fotos, Band 20, Charon-Verlag, 2007, ISBN 978-3-931406-57-8 (Frost-Kurzgeschichte 4)
11. Bankgeheimnis – Teil 2, Böse Geschichten und schmutzige Fotos, Band 21, Charon-Verlag, 2007, ISBN 978-3-931406-59-2 (Frost-Kurzgeschichte 4)
12. Das weiße Zimmer, Böse Geschichten und schmutzige Fotos, Band 25, Charon-Verlag, 2010, ISBN 978-3931406-64-6
13. Payback, Böse Geschichten und schmutzige Fotos, Band 31, Charon-Verlag, 2012, ISBN 978-3931406-72-1

### In den Schlagzeilen
1. Blind Date (unter dem Namen Jackson), Schlagzeilen, Heft Nr. 29, 1996
2. Das Ritual, Schlagzeilen, Heft Nr. 58, 2001
3. Begehren, Schlagzeilen, Heft Nr. 66, 2002
4. Das muß weg. SM und Therapie, Schlagzeilen, Heft Nr. 91, 2007
5. Vereinigungen (mit Photos von Sabine Kristmann-Gross zu Götzendämmerung), Schlagzeilen, Heft Nr. 100, 2008
6. Nachtgebet, Schlagzeilen, Heft Nr. 102, 2009
7. Stunden später, Schlagzeilen, Heft Nr. 103, 2009
8. Museum, Schlagzeilen, Heft Nr. 103, 2009
9. Gefallener Engel, Schlagzeilen, Heft Nr. 104, 2009
10. Mein Name sei Schwanz, Schlagzeilen, Heft Nr. 105, 2009
11. Das Schwein, Schlagzeilen, Heft Nr. 106, 2009
12. Afrikanisches Roulette, Schlagzeilen, Heft Nr. 107, 2009
13. Bis in alle Ewigkeit, Schlagzeilen, Heft Nr. 108, 2010
14. Zweisamkeit, Schlagzeilen, Heft Nr. 109, 2010
15. Premiere, Schlagzeilen, Heft Nr. 110, 2010
16. Das Begehren des Malers, Schlagzeilen, Heft Nr. 111, 2010
17. Hurentränen, Schlagzeilen, Heft Nr. 112, 2010
18. Ein letztes Mal, Schlagzeilen, Heft Nr. 113, 2010
19. Requiem, Schlagzeilen, Heft Nr. 113, 2010
20. Schmutzige Gedanken, Schlagzeilen, Heft Nr. 114, 2011
21. Ritas Heißmangel, Schlagzeilen, Heft Nr. 116, 2011
22. Schmerzensgeld, Schlagzeilen, Heft Nr. 118, 2011
23. Das Duell, Schlagzeilen, Heft Nr. 119, 2011
24. Mari-A3, Schlagzeilen, Heft Nr. 126, 2012
25. Braves Hündchen, Schlagzeilen, Heft Nr. 133, 2013